# Alho-do-mato
O alho-do-mato (Cipura paludosa), também conhecido pelos nomes de alho-da-campina, alho-do-campo, cebolinha-do-campo, coqueirinho, coquinho e vareta. Ainda pode ser designado pelos sinónimos botânicos de Cipura graminea H.B.K., Cipura humilis H.B.K. e Marica paludosa Willd. É uma planta da família das iridáceas, não tendo, por isso, qualquer proximidade taxonómica com o alho, a não ser a nível da ordem: Asparagales. É nativa das Guianas e do Brasil, onde é espontânea nos estados do Amazonas e da região Centro/Oeste até ao Rio de Janeiro. O caule (e não a raiz, como atestam algumas fontes) forma um bolbo compacto, carnudo e com o interior amarelado. Tem folhas lineares. As flores são azuis (flores amarelas são pertencentes à espécie (Cipura xanthomelas) e os frutos formam cápsulas.
É utilizada como planta medicinal. Já era usada tradicionalmente na região ribeirinha do estado de Rondônia para combater escrófulas, gonorreia e para a regulação da menstruação. Actualmente são estudadas as propriedades dos seus compostos bioquímicos entre os quais se encontram substâncias alcalóides, flavonóides e terpenos.